# Walworth (London)

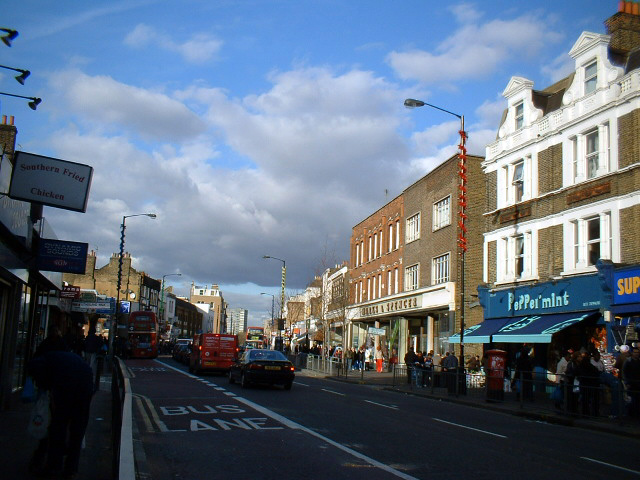
Walworth Road, Walworth, Southwark, London (2005)

Walworth (/ˈwɔːlwərθ/ WAWL-wərth) ist ein Bezirk im Süden Londons, England, innerhalb des London Borough of Southwark. Er grenzt im Süden an Camberwell und im Norden an Elephant and Castle und liegt 3 km südöstlich von Charing Cross. 2022 hatte Walworth 40.010 Einwohner.

## Etymologie
Der Name Walworth leitet sich wahrscheinlich vom altenglischen Wealh „Brite“ und dem Suffix -worth „Gehöft“ oder „Einfriedung“ und damit „britischer Bauernhof“ ab.

## Geschichte
Walworth erscheint im Domesday Book von 1086 als Waleorde. Es war im Besitz von Bainiard als Lehen Erzbischof Lanfranc von Canterbury. Die Güter des Domesday waren: 3½ Hides, eine Kirche, vier Pflüge, 32.000 m² Wiese. Es brachte 3 Pfund Pacht jährlich ein.
In dem Buch Paradisus Terrestris aus dem Jahr 1629 wird die Qualität der Pfirsiche aus Walworth gelobt. Zu dieser Zeit war das Land beiderseits der Walworth Road noch ausschließlich Ackerland. Auf John Rocques Karte von London und Southwark aus dem Jahr 1746 sind zwei Windmühlen in Walworth eingezeichnet, und ein Herrenhaus.
Bis in die 1750er Jahre war das Gebiet ansonsten unbebaut, dann entstanden die New Kent Road, die London Road und die St. George’s Road als eine wichtige Ost-West-Achse von der Kent Road zu den neuen Themsebrücken und machte die Kreuzung zu einem Verkehrsknotenpunkt.
Entlang dieser Straßen wurde anschließend mit Wohnbebauung begonnen. Im Jahr 1808 wurde die Walworth Road als von eleganten Villen gesäumt beschrieben, und auch entlang der Kennington Road entstanden Häuser. Das prächtigste Bauwerk war das Paragon, das Michael Searles um 1788 an der Kreuzung der New und Old Kent Roads errichtete (ein weiteres seiner Paragon-Bauten in Blackheath ist ebenfalls noch erhalten).
Die St. Peter’s Church in Walworth wurde um 1825 erbaut und ist ein Beispiel für den neoklassizistischen Stil der von Sir John Soane errichteten Kirchen. Es ist ein Zeichen für den Wohlstand der bürgerlichen Kaufleute, die damals in der Gegend lebten, dass sie sich einen so bedeutenden Architekten leisten konnten.

## Persönlichkeiten
- Charles Babbage (1791–1871), Mathematiker
- Charlie Chaplin (1889–1977), Schauspieler und Regisseur